# Фернандес, Анджи
А́нхела Мария Фернандес Гонсалес (исп. Ángela María Fernández González, род. 5 сентября 1990, Пальма-де-Мальорка, Испания), более известная как Анджи (исп. Angy) — испанская певица и актриса, наиболее известная благодаря роли Паулы в сериале Физика или химия. 
В 2007 году Анджи заняла 2 место в испанском аналоге музыкального телешоу «The X Factor»

## Биография
В 2007 году Анджи стала участницей музыкального реалити-шоу Factor X где в итоге заняла второе место, уступив только Марие Вильялон.
Дебютный альбом Angy вышел 12 февраля 2008 года. Диск состоял из 12 композиций на испанском и английском языках. Видеоклип к дебютному синглу «Sola en el silencio» получил приз зрительских симпатий на 11-м фестивале испанского кино в Малаге. Альбом достиг 37 места в испанском альбомном хит-параде.
С 2008 по 2011 Анджи снималась в сериале Физика или химия в одной из главных ролей — Паулы Бласко Прието. В 2012 готовится к выходу фильм Alicia en el país de Ali. Также у Анджи есть несколько ролей в театре и главная роль в мюзикле 40, el musical, за которую она была номинирована на испанскую театральную премию Los Premios Teatro Musical в категории «лучшая актриса».

## Дискография
- Angy (2008)
- Física o Química (2010)

## Видеография
- «Sola en el silencio» (2008)
- «Adiós» (2008)
- «Siento lejos el ayer» (2010)
- «Cuando lloras» (2010)
- «No perder el control» (2010)
- «Mirar Atrás (When You are Sorry)» (2010)
- «Solo un cuento (Bleed)» (2010)
- «Quiero que me dejes salir» (2010)
- «Si Lo Sientes (Sorry Heart)»(2010)
- «Guidalo (Celebra el Mundo)»(2012)

## Фильмография
| Год       |   | Русское название    | Оригинальное название    | Роль                |
| --------- | - | ------------------- | ------------------------ | ------------------- |
| 2008—2011 | с | Физика или химия    | Física o Química         | Паула Бласко Прието |
| 2012      | ф | Алисия в стране Али | Alicia en el país de Ali | Мануэла             |

## Награды и номинации
| Год  | Результат | Награда                                                | Категория      | Работа           |
| ---- | --------- | ------------------------------------------------------ | -------------- | ---------------- |
| 2009 | Победа    | Premio Joven de la denominación de origen de la Mancha |                | Физика или химия |
| 2010 | Номинация | Los Premios Teatro Musical                             | Лучшая актриса | 40, el musical   |